# Pritam Kotal
Pritam Kotal (en bengalí: প্রীতম কোটাল; Uttarpara, India, 8 de septiembre de 1993) es un futbolista de la India que juega en las posiciones de defensa central y lateral derecho. Desde el 2023 juega en el Kerala Blasters de la Superliga de India.

## Carrera

### Club
| Periodo   | Club                    | Apariciones | Goles |
| --------- | ----------------------- | ----------- | ----- |
| 2011–2013 | Pailan Arrows           | 32          | 0     |
| 2013–2017 | Mohun Bagan AC          | 61          | 3     |
| 2014      | → FC Pune City (cedido) | 10          | 0     |
| 2015      | → FC Pune City (cedido) | 2           | 0     |
| 2016      | → ATK FC (cedido)       | 12          | 0     |
| 2017–2018 | Delhi Dynamos           | 24          | 2     |
| 2018–2020 | ATK FC                  | 27          | 1     |
| 2020–2023 | Mohun Bagan SG          | 68          | 2     |
| 2023–     | Kerala Blasters         | 13          | 0     |

### Selección nacional

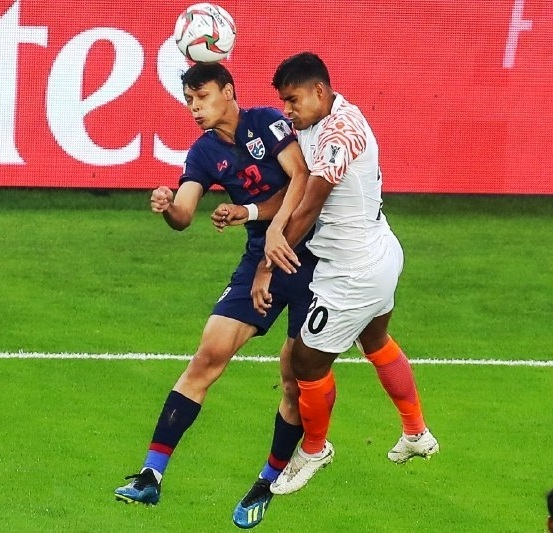
Kotal en la Copa Asiática 2019 ante.

Kotal jugó con India sub-19. También jugó con India sub-23 en la eliminatoria para el Campeonato Sub-22 de la AFC 2013 en Omán, en los juegos Asiáticos de 2014 en Corea del Sur. y en la eliminatoria para el Campeonato Sub-23 de la AFC 2016 en Bangladés.
Kotal debuta con India el 12 de marzo de 2015 en la clasificación de AFC para la Copa Mundial de Fútbol de 2018 ante Nepal, partido que jugó completo y India ganó 2–0. El 3 de enero de 2016 Kotal ayudó a India a ganar el SAFF Championship venciendo al campeón defensor Afganistán 2–1 en tiempo extra. También jugó en la Intercontinental Cup 2018, y jugó la final ante Kenia el 10 de agosto de 2018, la cual ganó India por 2–0. Kotal también jugaría la King's Cup de 2019.
India logra clasificar a la Copa Asiática 2019. Kotal jugó en cinco partidos de la clasificación de India. Kotal fue convocado para hacer el viaje a UAE. Él jugó los tres partidos de India en el torneo, incluyendo la histórica victoria por 4-1 ante Tailandia, la cual fue la primera victoria en el torneo para India en 55 años, y su mayor victoria en la historia del torneo.

## Logros

### Club
- I-League: 2014–15
- Federation Cup: 2015–16
- Indian Super League: 2016, 2019-20, 2023[24]

### Selección nacional
- SAFF Championship: 2015, 2021, 2023
- Tri-Nation Series: 2017, 2023
- Intercontinental Cup: 2018, 2023

### Individual
- Futbolista emergente del año por la AIFF: 2015[25]